# Dicroismo circolare
In chimica il dicroismo circolare, sigla CD dall'inglese circular dichroism, è il fenomeno di assorbimento differente da parte di una sostanza chirale delle due componenti, destra e sinistra, della luce polarizzata circolarmente. Con il termine dicroismo circolare si indica di solito anche la spettroscopia basata su questo principio.
Questo fenomeno fu scoperto da Aimé Cotton nel 1896.

## Meccanismo
La luce piano-polarizzata può essere descritta in termini di due componenti circolarmente polarizzate: la luce circolarmente polarizzata destra (LCPD) e la luce circolarmente polarizzata sinistra (LCPS).
Il vettore campo elettrico associato a questi due tipi di luce polarizzata descrive in entrambi i casi un percorso elicoidale; nel caso della LCPD si avrà un'elica destrorsa, mentre nel caso della LCPS l'elica sarà sinistrorsa.
Queste due componenti della luce piano-polarizzata corrono a velocità differenti in un mezzo chirale, e da questo deriva l'attività ottica delle sostanze chirali, in particolare la rotazione del piano della luce piano-polarizzata.
Le due componenti circolarmente polarizzate vengono anche assorbite in maniera differente da un mezzo chirale (εR≠εL), e nella misura di questa differenza di assorbimento consiste la spettroscopia di dicroismo circolare. Alcune volte, invece del Δε, si preferisce misurare il fattore di dissimmetria:
{\displaystyle g(\lambda )={\frac {\Delta \epsilon }{\epsilon _{media}}}},
dove
{\displaystyle \epsilon _{media}=\epsilon ^{L}(\lambda )+{\frac {\epsilon ^{R}(\lambda )}{2}}}.

## Applicazioni
Su questo fenomeno è basata la tecnica spettroscopica di spettroscopia di dicroismo circolare, molto usata per studi sulla stereoisomeria delle sostanze e nella determinazione della struttura secondaria delle proteine.
Lo strumento (dicrografo) è composto da:
- sorgente, che deve essere particolarmente potente perché dev'essere ΔIassorbita> rumore;
- monocromatore;
- modulatore di frequenze, che fa passare prima luce polarizzata circolarmente destra e poi sinistra (o viceversa);
- cella del campione;
- rivelatore.

### Metodi per determinare il dicroismo nelle proteine
Esistono diversi metodi per ricavare il dicroismo circolare di strutture proteiche e ricavare quindi informazioni utili al fine di determinarne la struttura secondaria.
Un metodo usato è quello di fare un sistema di equazioni mettendo x proteine, con dicroismo totale a una data λ e struttura nota, con x strutture trovando così il dicroismo di ogni struttura.
Alcuni modelli proposti sono: Greenfield e Fasman (1969, stima di α-elica e random-coil), Rosenkranz e Sholtan (1971, basato sull'uso di un polipeptide di (Ser)n), S. Brahams e J. Brahams (1980, introduce i β-turns e usa polipeptidi diversi per le diverse strutture), Saxena e Wetlaufer (1971, usa 3 proteine), Chen e Yang (prima usava 5 proteine, poi 8 e infine, nel 1978, 15 e introduce i β-turns), Provencher e Glockner (1981), Hennessey e Johnson (1981), Manalavan e Johnson (1987). Alcuni di questi metodi sono stati successivamente modificati.

#### Metodo autovettoriale di Hennessey e Johnson
Inventato autonomamente da Hennessey e Johnson nel 1981. Il metodo si basa sull'utilizzo di 15 proteine e un polipeptide di (Glu)n, considerando 8 tipi di struttura (α-elica, β-form parallelo e antiparallelo, 4 tipi di β-turn e random).